# Heterapoderopsis
Heterapoderopsis es un género de gorgojos de la familia Attelabidae. En 2003 Legalov describió el género. Esta es la lista de especies que lo componen:
- Heterapoderopsis bicallosicollis (Voss, 1932)
- Heterapoderopsis cantonensis (Voss 1927)
- Heterapoderopsis pauperulus (Voss 1927)
- Heterapoderopsis sakoensis Legalov, 2007
- Heterapoderopsis subfoveolatus (Voss, 1927)
- Heterapoderopsis tonkineus (Pic 1929)